# Айнтап
Айнта́п (вірм. Այնթափ) — село в марзі Арарат, Вірменія. Одне з найбільших сіл у Вірменії. Станом на 2009 рік, населення села становило 8 213 осіб. Розташоване на південь від Єревана та є його передмістям. За 2 км на північний захід розташована залізнична станція Норагавіт. Село розташоване за 4 км на північний схід від міста Масіс та за 4 км на північ від села Мармарашен.